# Pallavolo ai XVI Giochi asiatici
La pallavolo ai XVI Giochi asiatici si è disputata durante la XVI edizione dei Giochi asiatici, che si è svolta a Canton, in Cina, nel 2010.

## Podi
| Evento                         | Oro      | Argento       | Bronzo        |
| Pallavolo maschile (dettagli)  | Giappone | Iran          | Corea del Sud |
| Pallavolo femminile (dettagli) | Cina     | Corea del Sud | Kazakistan    |